# أديس أبيبي
أديس أبيبي (بالإنجليزية: Addis Abebe) هو عداء مسافات طويلة إثيوبي ولد في يوم 5 سبتمبر 1970، إختص بسباقات 10000 و 5000 متر وأبرز إنجازاته كان فوزه بالميدالية البرونزية في دورة الألعاب الأولمبية الصيفية 1992 في برشلونة، وأفضل رقم سجله هو 27:17.82 دقيقة في 1989.

## روابط خارجية
- أديس أبيبي على موقع الاتحاد الدولي لألعاب القوى (الإنجليزية)
- أديس أبيبي على موقع رابطة إحصائيات سباق الطريق (الإنجليزية)
- أديس أبيبي على موقع اللجنة الأولمبية الدولية (الإنجليزية)
- أديس أبيبي على موقع أوليمبيديا (الإنجليزية)